# Магдалена из Каноссы
Магдалена из Каноссы (1 марта 1774, Верона, Венеция — 10 апреля 1835[…], Верона, Венеция) — святая Римско-Католической Церкви, монахиня, основательница женской монашеской конгрегации «Дочери Милосердия».
В 1791 году она поступила в женский кармелитский монастырь, но через некоторое время она покинула монастырь, решив, что это не было её призванием. В 1808 году она начинает заниматься активной благотворительной деятельностью в городе Верона, одновременно основывая женскую монашескую конгрегацию «Дочери Милосердия», которая стала помогать ей в делах благотворительности. Впоследствии "дочери милосердия" стали широко известны как каноссианки, по имени своей настоятельницы.
8 декабря 1941 года она была причислена к лику блаженных папой Пием XII.
2 октября 1988 года папа Иоанн Павел II причислил её к лику святых.
День памяти Магдалены из Каноссы католическая церковь отмечает 8 мая.